# Richard Codey
Richard James Codey (Orange, 27 novembre 1946) è un politico statunitense, Governatore del New Jersey dal 2004 al 2006 e per tre giorni ad interim nel 2002.